# Asthena albulata
Asthena albulata là một loài bướm đêm thuộc họ Geometridae. Nó được tìm thấy ở khắp châu Âu và cũng hiện diện ở Cận Đông.
Sải cánh dài 14–18 mm. Màu nền cánh là màu trắng. Có hai dải nâu chạy dọc theo cánh. Có hai lứa trưởng thành một năm con trưởng thành bay từ giữa tháng 4 đến tháng 8.
Ấu trùng ăn Corylus avellana, Betula và đô khi là Carpinus betulus. Ấu trùng có thể được tìm tháy từ tháng 5 đến tháng 9. Nó qua mùa đông dưới dạng nhộng.

## Hình ảnh

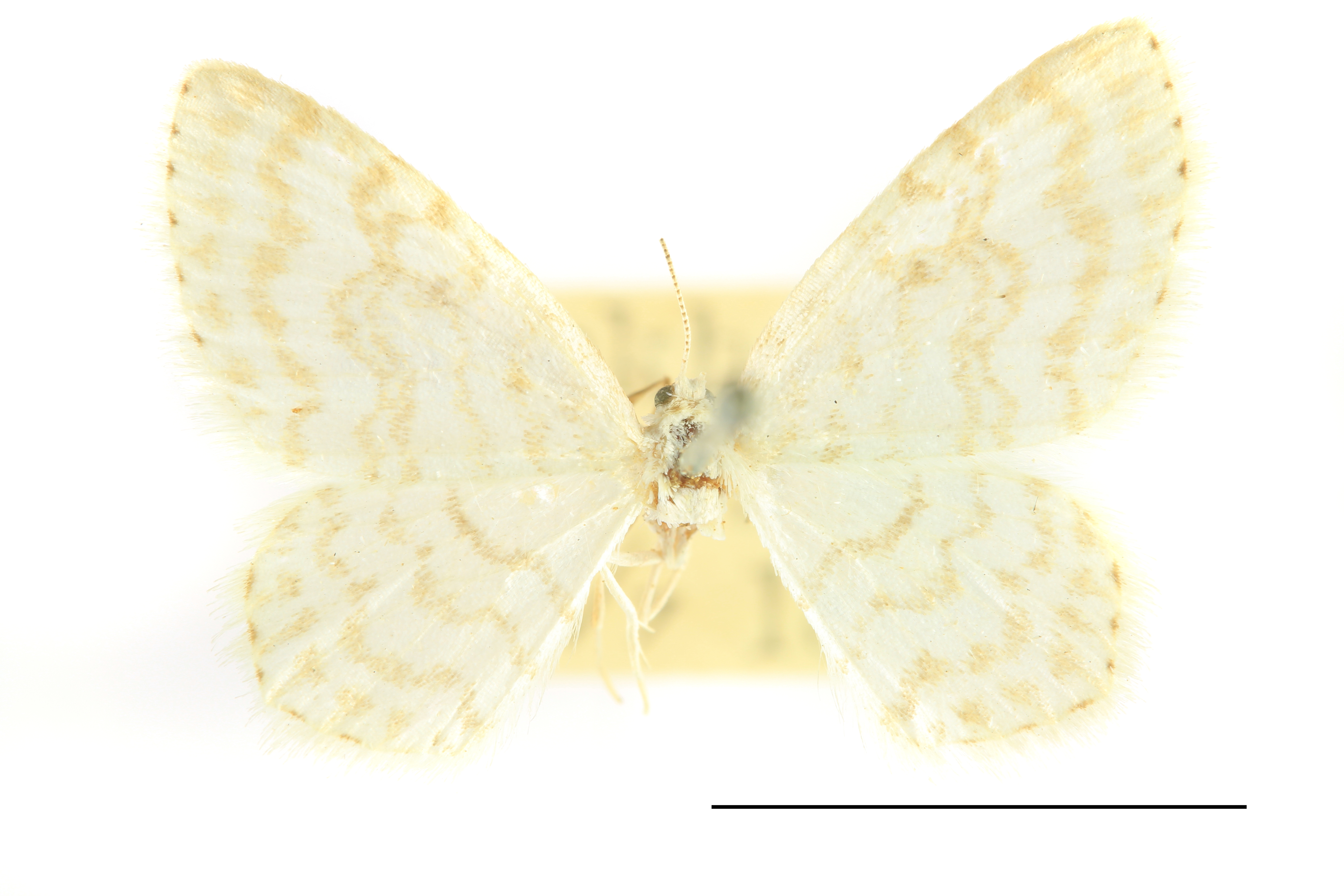
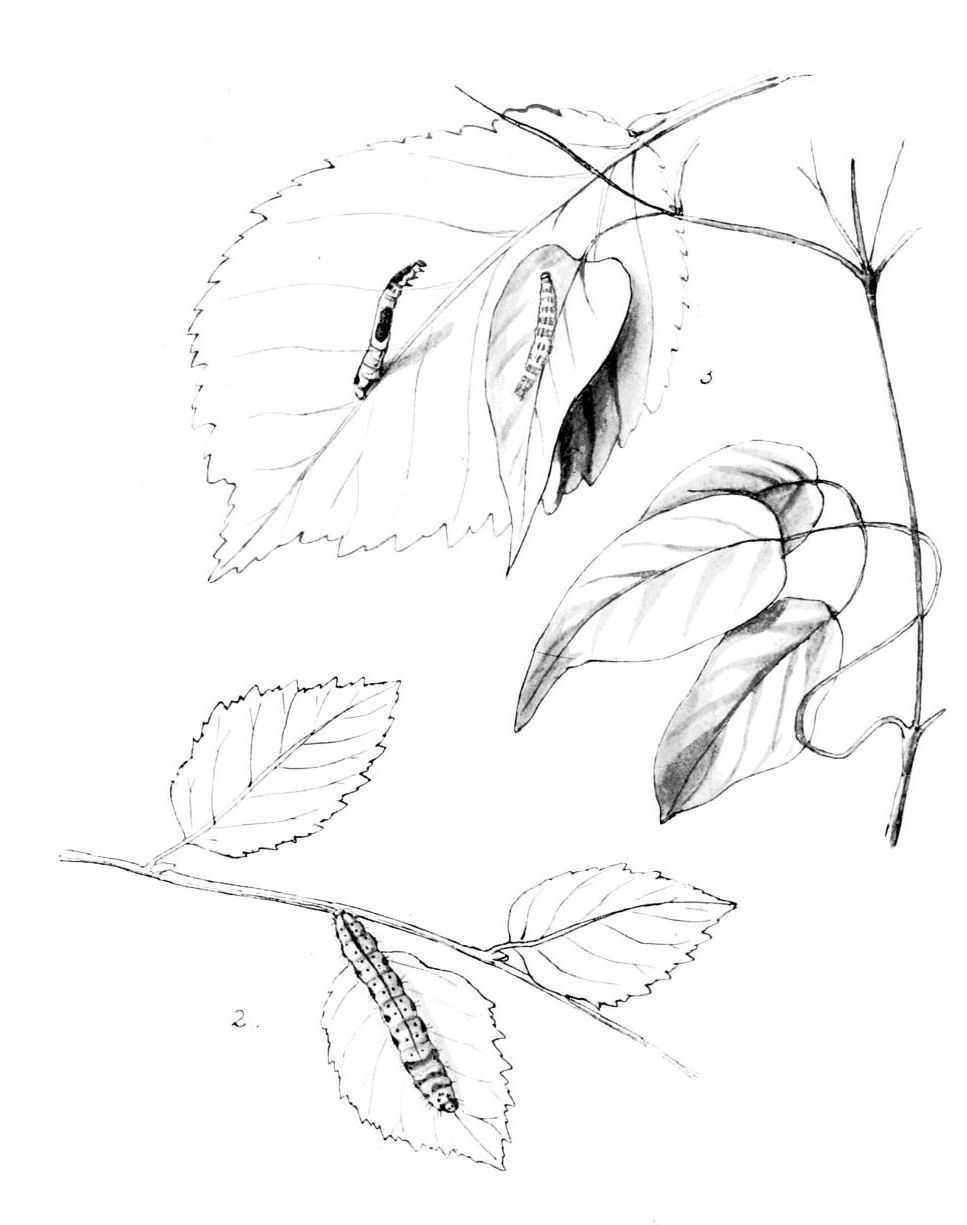
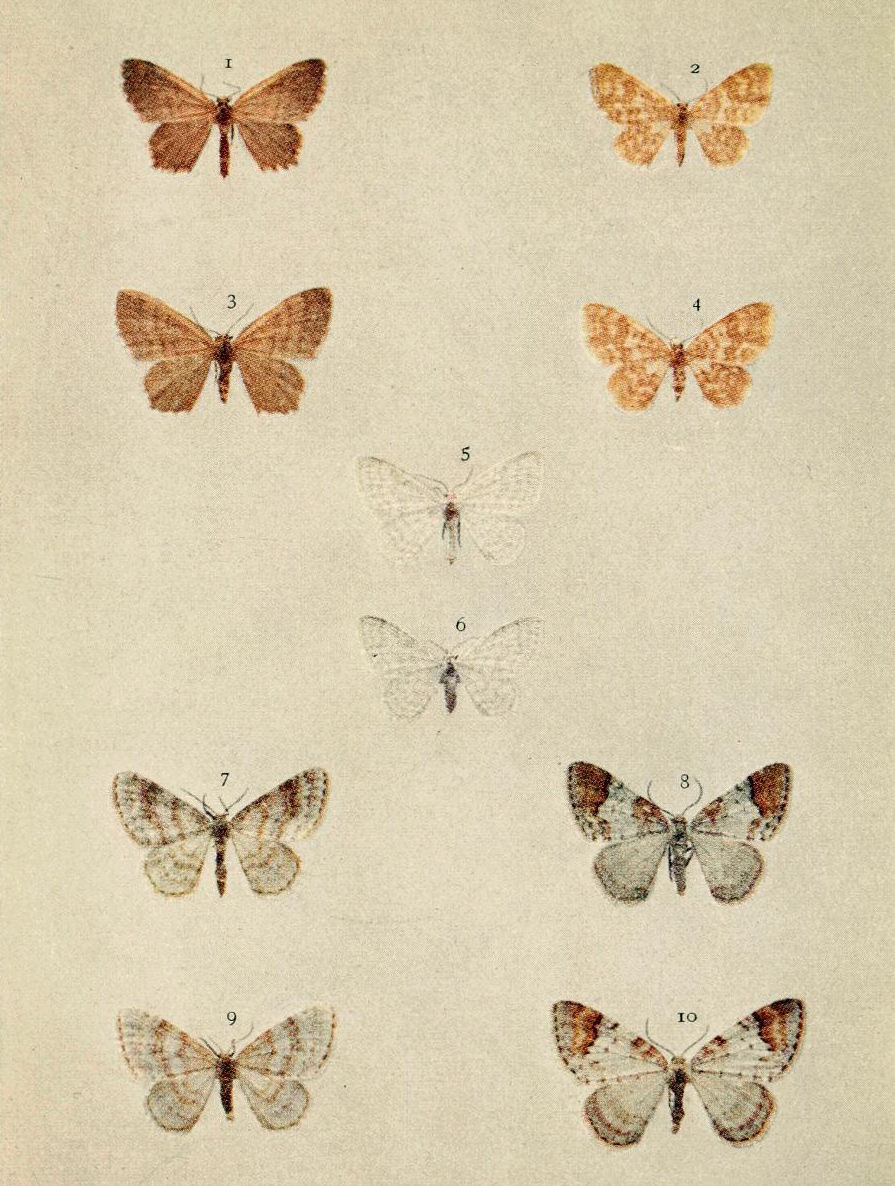